# Якушкін Іван Дмитрович
Якушкін Іван Дмитрович (28 грудня 1793 — 11 серпня 1857) — декабрист, учасник франко-російської війни 1812 року, капітан у відставці.

## Біографія
Батько — смоленський поміщик, титулярний радник Якушкін Дмитро Андрійович (помер до 1826 року). Виховувався вдома. З 1808 — студент Московського університету. До служби вступив підпрапорщиком в лейб-гвардії Семенівський полк. Учасник франко-російської війни 1812 року і закордонних походів російської армії. Пішов у відставку капітаном 1 лютого 1818 року. Жив у своєму маєтку Жукове Вяземського повіту Смоленської губернії.
Один із засновників Союзу спасіння, член Союзу благоденства. Учасник Московського змови, що зголосився здійснити царевбивство. Учасник Петербурзьких нарад, Московського з'їзду 1821, підготовки до повстання в Москві в грудні 1825 року.
Заарештований у Москві 4 січня 1826 року. 14 січня ув'язнений в Олексіївський равелін Петропавловської фортеці. Засуджений по 1 розряду і по конфірмації 10 липня 1826 року засуджений на каторжні роботи на 20 років. Покарання відбував у Читинському острозі і Петровському заводі. В листопаді 1832 року термін каторги скорочено до 10 років.
За указом 14 грудня 1835 року переведений на поселення в Ялуторовськ. Прибув до Ялуторовська в вересні 1836 року. Разом з протоіреем Знаменським С. Я. заснував ланкастерське училище для хлопчиків (офіційно відкрито у 1842 році), в 1846 році відкрив таке ж жіноче училище. Після амністії 1856 року повернувся до Москви. У березні 1857 на вимогу з Петербурга змушений покинути Москву, виїхав до Тверської губернії в маєток свого друга. Дозволено тимчасово приїжджати до Москви. 6 червня 1857 року приїхав до Москви, де й помер. Похований на П'ятницькому кладовищі.
Мемуарист. Автор «Записок».
Його син, Євген, юрист, громадський діяч, збирач і публікатор спадщини декабристів.

## Нагороди
- знак військового ордена святого Георгія
- Орден святої Анни 4 ступеня
- Кульмський крест